# 佐藤昭子 (柔道)
佐藤 昭子（さとう あきこ、1968年4月1日 - ）は、岡山県岡山市出身の日本の柔道家。現役時代は72kg級の選手。身長165cm。

## 人物
就実高校2年の時に将来婦人警官になりたいと思って柔道を始めた。高校の部活動はまるでお遊びのようなものだったので、町道場の正々館や岡山武道館でも稽古を積んだ。すると3年の時には強化選手選考会72kg級で早くも3位となった。
1986年になると国際武道大学へ進学した。そこでは自分より30kgも軽い上級生に軽々と抑え込まれるなど柔道の恐ろしさを見せ付けられることになった。高校時代の稽古が如何にお遊びの域を出ていなかったことかを思い知らされて、最初は泣きくれていたという。それでもめげずに取り組み続けると、1年の時には強化選手選考会の決勝で日体大の瀬戸口由美を破って優勝を飾った。2年の時には体重別で3位になるが、強化選手選考会では決勝で東海大第三高校3年の矢崎利加に敗れて2位だった。3年の時には強化選手選考会の決勝で大学の後輩となった矢崎を破って2年ぶり2度目の優勝を飾った。アジア選手権では2位だった。体重別で3位になると、無差別で争われる全日本学生選手権では決勝で国士舘大学3年の黒川琴美に効果で敗れて2位だった。4年の時には体重別と正力杯61kg超級で3位だったが、強化選手選考会では決勝で郡上高校3年の福場由里子を破って2年連続3度目の優勝を飾った。福岡国際では3位に入った。
1990年には大阪府警の所属となると、強化選手選考会では3位だった。1991年の強化選手選考会では決勝で龍谷大学2年の増田仁子を破って4度目の優勝を飾った。1992年の全日本選手権では準々決勝において超高校級で名高い柳川高校1年の阿武教子を判定で破ると、準決勝でもコマツの鈴木香を判定で破って決勝まで進むも、6連覇を狙っていたミキハウスの田辺陽子に崩上四方固で敗れた。

## 主な戦績
- 1985年　- 強化選手選考会　3位
- 1986年　- 強化選手選考会　優勝
- 1987年　- 体重別　3位
- 1987年　- 強化選手選考会　2位
- 1988年　- 強化選手選考会　優勝
- 1988年 -　アジア選手権　2位
- 1988年　- 体重別　3位
- 1988年 -　全日本学生選手権　2位
- 1989年　- 体重別　3位
- 1989年　- 正力杯　3位　61kg超級
- 1989年　- 強化選手選考会　優勝
- 1989年 -　福岡国際　3位
- 1990年　- 強化選手選考会　3位
- 1991年　- 強化選手選考会　優勝
- 1992年 -　全日本選手権　2位

(出典、、JudoInside.com)